# 広島県立三原東高等学校
広島県立三原東高等学校（ひろしまけんりつ みはらひがし こうとうがっこう Hiroshima Prefectural Mihara Higashi High School）は、広島県三原市中之町2丁目7番1号に所在する公立の高等学校。略称は「東高｣或いは「三原東」。卒業生など関係者は単に「東」と称します。

## 設置学科
- 普通科

## 沿革
- 1958年　広島県三原市立三原東高等学校（普通科、生活科）として開校、総合選抜制　導入
- 1961年　広島県に移管、広島県三原東高等学校に改称
- 1963年　生活科募集停止
- 1964年　総合選抜制廃止
- 1968年　広島県立三原東高等学校に改称
- 1976年　総合選抜制再導入（第8学区<三原高との一括募集型入試>)
- 1998年　学区制及び総合選抜制再廃止、自由選択制 導入
- 2000年　二学期制 導入
- 2006年　三学期制 導入
- 2007年　創立50周年
- 2018年　創立60周年

## 立地環境・アクセス
三原市の北東の湧原川沿い、米田山と桜山の間に所在。市街地に程近い環境にもかかわらず、周囲は住宅地が広がっていることから比較的、長閑な立地であると言える。なお、下記の交通機関を利用することによりアクセスが可能であるが、生徒の多くは自宅或いは最寄駅(港)から自転車通学をしている。
- (電　　 車：三原駅北口下車徒歩約30分)
- (船　　 舶：三原港下船徒歩約40分)
- (路線バス：三原駅バスターミナル7番乗り場より深線<芸陽バス、トモテツバス及び中国バスの共同運行>乗車約4分、「東高校前｣下車徒歩約1分)

## 著名な出身者
- 一文字弥太郎 - フリーパーソナリティ
- 永井明 - 医師、医療ジャーナリスト
- Leyona - シンガーソングライター
- 熊野正士 - 元参議院議員、医師
- 谷口雅男 - 実業家（文庫本専門古書店『ふるほん文庫やさん』創業者・代表取締役会長）

## 同窓会
- 山脈会